# Platja d'O Vao
La platja d'O Vao és una platja del municipi gallec de Vigo (Pontevedra), situada a la parròquia de Coruxo. Compta amb la distinció de Bandera blava.

## Característiques
Es troba entre la platja de Canido i la cala nudista de Breadouro o Baluarte i té una longitud de 650 metres i una amplada de 110. És una de les platges més freqüentades de Vigo, juntament amb la de Samil. La sorra és granítica, fina i blanca. A més de la vegetació dunar i plantacions de pins i palmeres, també són comuns els pollancres. Està unida a l'illa de Toralla pel pont del mateix nom.
Des de la ciutat de Vigo s'hi pot arribar en transport públic, amb les línies d'autobusos Vitrasa L10, L11 i C15 A, B i C. La línia C3 arriba fins a les platges durant els caps de setmana.

## Galeria d'imatges

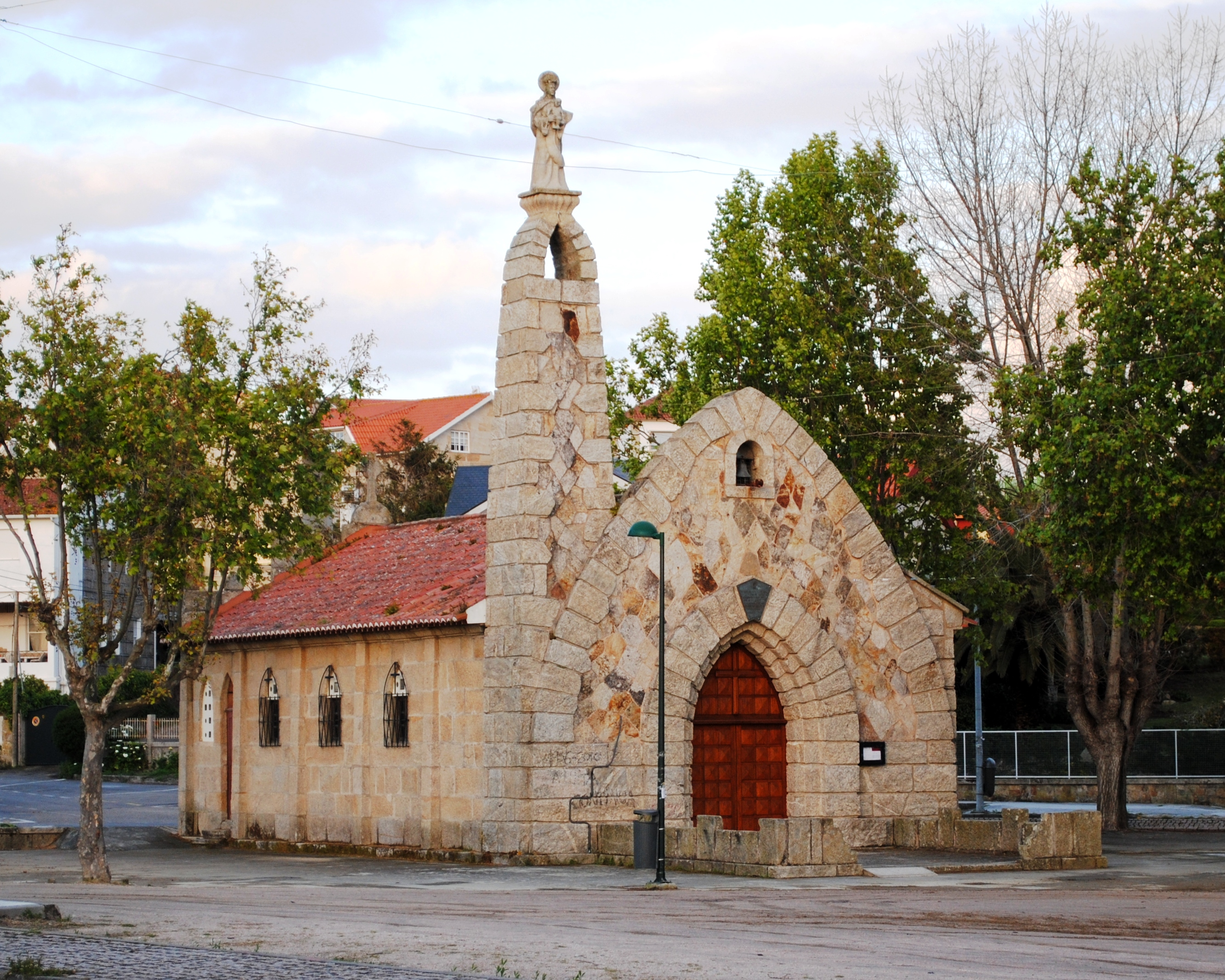
Capella de Nosa Señora do Carme, al costat de la platja